# Pokrov za lisice
Pokrov za lisice je kos plastike ali kovine, ki se ga lahko namesti okoli para lisic. Prvi pokrov za lisice sta izumila J.D. Cullip in K.E. Stefansen in ga patentirala leta 1973. Izdelan je iz visoko trdne ABS-plastike in se še vedno distributira pod imenom C & S Security Inc. kot pokrov za lisice "Black Box". Druga podjetja prodajajo podobne priprave, npr. CTS Thompson (pokrov lisice "Blue Box") ali Sisco sredstva za obvladanje. Pokrov je sestavljen iz tečajnega sklopa, prilagojenega za zaklepanje preko verižne verige, zapestja in ključavnice. Lisice se položijo v kanal škatle, ta pa jih s posebnim držalom pritrdi.
Uporaba pokrova za lisice ima dve nalogi: pritrditev verižnih lisic, kar omogoča nadzorovano in omejeno gibanje zapestij ter preprečitev vklenjeni možnosti, da bi se vklenjena oseba rešila lisic, četudi ima pri sebi ključ, saj pokrov prekriva obe ključavnici na lisicah.
V večini primerov se pokrov za lisice uporablja v kombinaciji z verigo okoli pasu. Osebo se lahko vklepa na višini pasu tako, da sta roki nameščeni v lisice v paralelni položaj ali tako, da sta ena nad drugo. V obeh primerih je gibanje rok močno omejeno in v nenaravni legi, kar povzroča nelagodje ali celo bolečino. Vklepanje z lisicami s pokrovom, ki so v neposredni bližini trupa ni najboljša rešitev. V paralelnem položaju vklepanja se dlani razširijo navzven, pod kotom. V tej togi drži so na zapestjih vklenjenega pogosto pojavljajo odrgnine. Kri, zaradi pritiska lisic na zapestja, ne prehaja v dlani. Lisice s pokrovom v kombinacij z verigo okoli pasu lahko zaradi takšne lege, če ta dlje časa traja, povzročijo poškodbe.
Pokrov lisic je uporaben tudi pri povezovalni verigi z nožnimi lisicami. Vklenjena oseba z lisicami je lahko vklenjena tako na zapestjih kot na nogah in kot taka prepeljana v tako imenovani "gangsterski verigi".